# الحويجب (يبعث)

تعديل مصدري - تعديل

الحويجب هي إحدى قرى عزلة يبعث بمديرية يبعث التابعة لمحافظة حضرموت، بلغ تعداد سكانها 51 نسمة حسب تعداد اليمن لعام 2004.